# Robert Skibniewski
Robert Józef Skibniewski (Bielawa, 19 luglio 1983) è un ex cestista e allenatore di pallacanestro polacco.

## Carriera
Con la Polonia ha disputato quattro edizioni dei Campionati europei (2007, 2009, 2011, 2015).

## Palmarès

### Giocatore

#### Club
- Campionato polacco: 1

Śląsk Breslavia: 2001-02
- Campionato slovacco: 1

Inter Bratislava: 2012-13
- Coppa di Polonia: 3

Śląsk Breslavia: 2004, 2005
Starogard Gdański: 2011

#### Individuale
- MVP Coppa di Polonia: 1

2011